# Lúcio Antônio Albo
Lúcio Antônio Albo (em latim: Lucius Antonius Albus) foi um senador romano nomeado cônsul sufecto para o nundínio de setembro a dezembro de 102 com Marco Júnio Hômulo. Lúcio Antônio Albo, cônsul sufecto por volta de 132, era seu filho.